# Bears (Frise)
Pour les articles homonymes, voir Bear et Beers.
Bears (en néerlandais : Beers) est un village de la commune néerlandaise de Leeuwarden, dans la province de Frise.

## Géographie
Le village est situé au sud de Leeuwarden, près de Weidum.

## Histoire
Bears fait partie de la commune de Littenseradiel avant le 1er janvier 2018, où celle-ci est supprimée. Depuis cette date, Bears appartient à Leeuwarden.

## Démographie
Le 1er janvier 2018, le village comptait 145 habitants.

## Économie
Le VDL stud est situé à Bears.